# Transporter 2
Transporter 2 är en fransk film från 2005, regisserad av Louis Leterrier. I rollerna finns bland andra Jason Statham, Alessandro Gassman och Amber Valletta.

## Rollista
| Jason Statham      | – Frank Martin       |
| Alessandro Gassman | – Gianni Chellini    |
| Amber Valletta     | – Audrey Billings    |
| Kate Nauta         | – Lola               |
| Matthew Modine     | – Jefferson Billings |
| Jason Flemyng      | – Dimitri            |
| Keith David        | – Stappleton         |
| Hunter Clary       | – Jack Billings      |
| Shannon Briggs     | – Max                |
| François Berléand  | – Inspector Tarconi  |
| Raymond Tong       | – Rastaman           |
| George Kapetan     | – Dr. Sonovitch      |